# Broek (toponiem)
Het woord(deel) broek heeft een Oudnederlandse herkomst en heeft als betekenis 'vochtig laagland, moeras'. Het moeras verdween uiteindelijk, maar de benaming bleef. Broek komt in het hele Nederlandse taalgebied nog steeds veelvuldig voor als toponiem, omdat het gebied van oorsprong grotendeels moerassig was. De etymologische betekenis is echter niet meer actief, want het woord is, in zijn oorspronkelijke betekenis, verouderd.
De meeste plaatsen met het toponiem broek lijken al lang niet meer op vochtig, drassig, veenland waar soms ook moerasgassen zoals methaan uit de bodem opborrelden. Sinds de vroege middeleeuwen is de bodemtoestand van de broekgronden verbeterd door drainering. Hierdoor werd goede weidegrond voor het vee verkregen.  
Broek is in de betekenis landschap een onzijdig woord, dus Het Broek. Maar de variant De Broek komt ook voor.
Familienamen als Van den Broek, Van de(r) Broek, Oudenbroek, Van den Broeck of Van den Broucke (België) verwijzen naar deze landschapsvorm of dit toponiem.

## Broekzelfstandig gebruikt
-Broek komt vooral onzelfstandig voor, als hoofdbestanddeel gebruikt in samenstellingen met een ander woord, die zo een plaatsnaam vormen, maar het simplex Broek is ook opvallend frequent, met name in Nederland.
 België
- Broeck, gehucht van Bever, Vlaams-Brabant
- Broek, gehucht in de gemeente Zutendaal, Limburg
- Broek, Oost-Vlaanderen

 Nederland, per provincie:
- Broek, gehucht in gemeente Het Hogeland, Groningen
- Broek, dorp in gemeente De Friese Meren, Friesland
- De Broek, voormalig waterschap in Friesland
- Achterste Broek, buurtschap in de gemeente Heerde, Gelderland
- Broek, buurtschap in de gemeente Brummen, Gelderland
- Broek, buurtschap in de gemeente Duiven, Gelderland
- Het Broek, wijk in Arnhem, Gelderland
- 't Broek, wijk in de stad Nijmegen, Gelderland
- Broeke, buurtschap in de gemeente Berkelland, Gelderland
- Broek, buurtschap in de gemeente Vijfheerenlanden, Utrecht
- Broek, buurtschap in de gemeente Woudenberg, Utrecht
- Broek in Waterland, dorp in de gemeente Waterland, Noord-Holland
- Broek op Langedijk, dorp in de gemeente Langedijk, Noord-Holland
- Broek, Thuil en 't Weegje, ambachtsheerlijkheid en voormalige gemeente, Zuid-Holland
- Broek, buurtschap in de gemeente Gouda, Zuid-Holland
- Broek, verdronken dorp in het Hollandsch Diep, Zuid-Holland

- Broek, buurtschap in de gemeente Alphen-Chaam, Noord-Brabant
- Broek, buurtschap in de gemeente Geertruidenberg, Noord-Brabant
- Het Bossche Broek, natuurgebied bij 's-Hertogenbosch, Noord-Brabant
- 't Broek, buurtschap in Mierlo (gemeente Geldrop-Mierlo), Noord-Brabant
- Broek, buurtschap in de gemeente Laarbeek, Noord-Brabant
- De Broek, buurtschap in de gemeente Veldhoven, Noord-Brabant
- Broek, buurtschap in de gemeente Gulpen-Wittem, Limburg
- Broek, buurtschap in de gemeente Horst aan de Maas, Limburg
- Broek, buurtschap in de gemeente Simpelveld, Limburg
- Aan het Broek, buurtschap in de gemeente Roerdalen, Limburg
- Het Broek, buurtschap in de gemeente Bergen, Limburg
- Het Broek, buurtschap in de gemeente Peel en Maas, Limburg
- Het Broek, buurtschap in de gemeente Leudal, Limburg
- Het Broek, buurtschap in de gemeente Meerssen, Limburg
- Het Broek, buurtschap in de gemeente Beekdaelen, Limburg
- Het Broek, wijk in het dorp Belfeld, gemeente Venlo, Limburg
- 't Brook, door moerassen gedomineerde buurtschap in de gemeente Venlo, Limburg

## Samengestelde plaatsnamen metBroek-
Ook komt Broek- in gelede woordvormen voor, zowel als eerste, voorgevoegd lid van een samengestelde plaatsnaam, alsook als tweede, achtergevoegd lid. In de eerste gevallen is Broek- het specificerende lid (een bepaling), en het tweede woorddeel het gespecificeerde (de kern). Daarom draagt het woorddeel Broek- hier de klemtoon. Fonologisch is het woorddeel Broek- hier prominenter aanwezig dan wanneer het als suffix verschijnt. Het wordt daarom op deze plaats behandeld, als semi-zelfstandig, maar niet omdat de etymologische betekenis van het simplex hier nog actief zou zijn.

#### België
- Broechem, samentrekking van broek en het toponiem heem.
- Broekom, deelgemeente van Borgloon
- Brussel, van broek+zele

#### Nederland
- Broekhem, dorp in de gemeente Valkenburg aan de Geul
- Broekhorn, gemeente Heerhugowaard
- Broekhoven, gehucht in Riethoven
- Broekhuizen, buurtschap in de gemeente Gouda
- Broekhuizen, dorp in de gemeente Horst aan de Maas
- Broekhuizenvorst, dorp in de gemeente Horst aan de Maas
- Broekland, dorp in de gemeente Raalte
- Broekland, wijk in Rosmalen
- Broekpolder, gemeente Rijswijk
- Broekpolder, gemeente Vlaardingen
- Broeksittard, wijk in de gemeente Sittard-Geleen
- Broeksterwoude, dorp in de gemeente Dantumadeel

#### Frankrijk(Frans-Vlaanderen)
- Broekburg, stad in het Noorderdepartement
- Broekkerke, gemeente in het Noorderdepartement
- Broksele, gemeente in het Noorderdepartement

## Samengestelde plaatsnamen met-broek
Het toponiem Broek (-) is als ongeleed woord ook opvallend frequent, met name in Nederland, maar nog frequenter is het voorkomen van -broek als hoofdbestanddeel gebruikt in samenstellingen met een ander woord, die zo een plaatsnaam vormen. In deze gevallen is -broek de kern van de samenstelling en vormt het eerste lid een bepaling daarbij. Daarom draagt het woorddeel -broek hier nooit de klemtoon.

#### België
- Achterbroek, deelgemeente van Kalmthout
- Altenbroek, in de gemeente Voeren
- Assebroek, deelgemeente van Brugge
- Berbroek, deelgemeente van Herk-de-Stad
- Bulbierbroek, natuurreservaat in de Durmevallei in de provincie Oost-Vlaanderen
- Cassenbroek, bij Bonheiden
- Droogenbroeck, gehucht in de gemeente Sint-Martens-Bodegem
- Ginderbroek, in de gemeente Mol
- Mabrouck, buurtschap van Remersdaal in Voeren
- Mechels Broek, bij Mechelen
- Melsbroek, deelgemeente van Steenokkerzeel
- Overbroek, dorp in de gemeente Brecht in de provincie Antwerpen
- Overbroek, gehucht van Wellen
- Ruisbroek, deelgemeente van Puurs-Sint-Amands
- Ruisbroek, deelgemeente van Sint-Pieters-Leeuw
- Schakkebroek, gehucht van Herk-de-Stad
- Schoonbroek, een wijk in het district Antwerpen bij Ekeren
- Schoonbroek, een gehucht van Retie
- Stabroek, dorp en gemeente in de provincie Antwerpen
- Tombroek, gehucht verdeeld onder de gemeenten Kortrijk en Moeskroen
- Verrebroek, deelgemeente van Beveren
- Vlassenbroek, kunstenaarsdorp in Baasrode aan de Schelde
- Weymeerbroek, in de gemeente Waasmunster
- Willebroek, plaats en gemeente in de provincie Antwerpen

#### Nederland
- Abbenbroek, dorp in de gemeente Nissewaard
- Achterbroek, buurtschap in de gemeente Krimpenerwaard
- Babyloniënbroek, dorp in de gemeente Altena
- Bennebroek, plaats in de gemeente Bloemendaal
- Benningbroek, dorp in de gemeente Medemblik
- Bornerbroek, dorp in de gemeente Almelo
- Breedenbroek, dorp in de gemeente Oude IJsselstreek
- Bulkemsbroek, buurtschap in de gemeente Simpelveld
- Cattenbroek, buurtschap in de gemeenten Montfoort en Woerden
- Cattenbroek, voormalige ambachtsheerlijkheid in de gemeente Zeist
- Dalenbroek, voormalige heerlijkheid in Midden-Limburg
- Deldenerbroek, buurtschap in de gemeente Hof van Twente
- Diessens Broek, gebied in de gemeente Hilvarenbeek
- Donkerbroek, dorp in de gemeente Ooststellingwerf
- Elsenerbroek, buurtschap in de gemeente Hof van Twente
- Enterbroek, buurtschap in de gemeente Wierden
- Garderbroek, buurtschap in de gemeente Barneveld
- Geelbroek, buurtschap in de gemeente Aa en Hunze
- Grootebroek, dorp in de gemeente Stede Broec
- Haaldersbroek, buurtschap in de gemeente Zaanstad
- Hattemerbroek, dorp in de gemeente Oldebroek
- Hensbroek, dorp in de gemeente Koggenland
- Hoensbroek, plaats in de gemeente Heerlen
- Holtenbroek, wijk in Zwolle
- Holterbroek, buurtschap bij Holten
- Kattenbroek, wijk in Amersfoort
- Kootwijkerbroek, dorp in de gemeente Barneveld
- Lagebroek, buurtschap in de gemeente Woerden
- Langbroek, dorp in de gemeente Wijk bij Duurstede

- 't Laorbrook, buurtschap in de gemeente Venlo
- Leerbroek, dorp in de gemeente Vijfheerenlanden
- Leuvensbroek, wijk in stadsdeel Lindenholt in de gemeente Nijmegen
- Lisserbroek, dorp in de gemeente Haarlemmermeer
- Loosbroek, dorp in de gemeente Bernheze
- Lutjebroek, dorp in de gemeente Stede Broec
- Maanderbroek, gebied bij voormalige buurtschap Manen in de gemeente Ede
- Maarssenbroek, plaats in Maarssen in de gemeente Stichtse Vecht
- Mastenbroek, polder en buurtschap in de gemeenten Zwartewaterland en Kampen
- Meelderbroek, buurtschap in de gemeente Venlo
- Noordbroek, dorp in de gemeente Midden-Groningen
- Nijbroek, dorp in de gemeente Voorst
- Oldebroek, plaats in de gemeente Oldebroek
- Oostbroek, gebied in de gemeente De Bilt
- Polsbroek, dorp in de gemeente Lopik
- Putbroek, buurtschap in de gemeente Echt-Susteren
- Schiebroek, wijk in het Rotterdamse stadsdeel Hillegersberg-Schiebroek
- Spanbroek, dorp in de gemeente Opmeer
- Stadbroek, wijk in Sittard
- Stede Broec, gemeente in de provincie Noord-Holland
- Swartbroek, dorp in de gemeente Weert
- Velperbroek, gebied en verkeersknooppunt bij Velp
- Velserbroek, dorp in de gemeente Velsen
- Waalbroek, buurtschap in de gemeente Simpelveld
- Wehlse Broek (Het Broek), buurtschap in de gemeente Doetinchem
- Westbroek, dorp in de gemeente De Bilt
- Westerbroek, dorp in de gemeente Midden-Groningen
- Zelhemse Broek (Het Broek), buurtschap in de gemeente Doetinchem
- Zuidbroek, dorp in de gemeente Midden-Groningen
- Zwartebroek, dorp in de gemeente Barneveld

#### Frankrijk(Frans-Vlaanderen)
- Dennebrœucq, plaats in het departement Pas-de-Calais
- Hazebroek, stad in het Noorderdepartement
- Kapellebroek, gemeente in het Noorderdepartement
- Rubroek, gemeente in het Noorderdepartement
- Schouwbroek, gehucht in het Noorderdepartement en het departement Pas-de-Calais
- Sint-Pietersbroek, gemeente in het Noorderdepartement

## Trivia
- In de Franse Westhoekgemeente Nieurlet (Nieuwerleet) is de voormalige Brouckstraete door een vertaalfout verfranst tot Chemin des Culottes. Een culotte is echter een kledingstuk (damesslip of kuitbroek met wijde pijpen).[2]